# One Avighna Park
One Avighna Park är en 61 våningar hög skyskrapa i Bombay, Indien. Byggnaden är med sina 251 meter för närvarande den högsta i Bombay, men flera skyskrapor är under konstruktion som kommer att vara högre. Den är byggd i en postmodernistisk stil, och färdigställdes 2017. One Avighna Park används som bostad .